# Dismaland

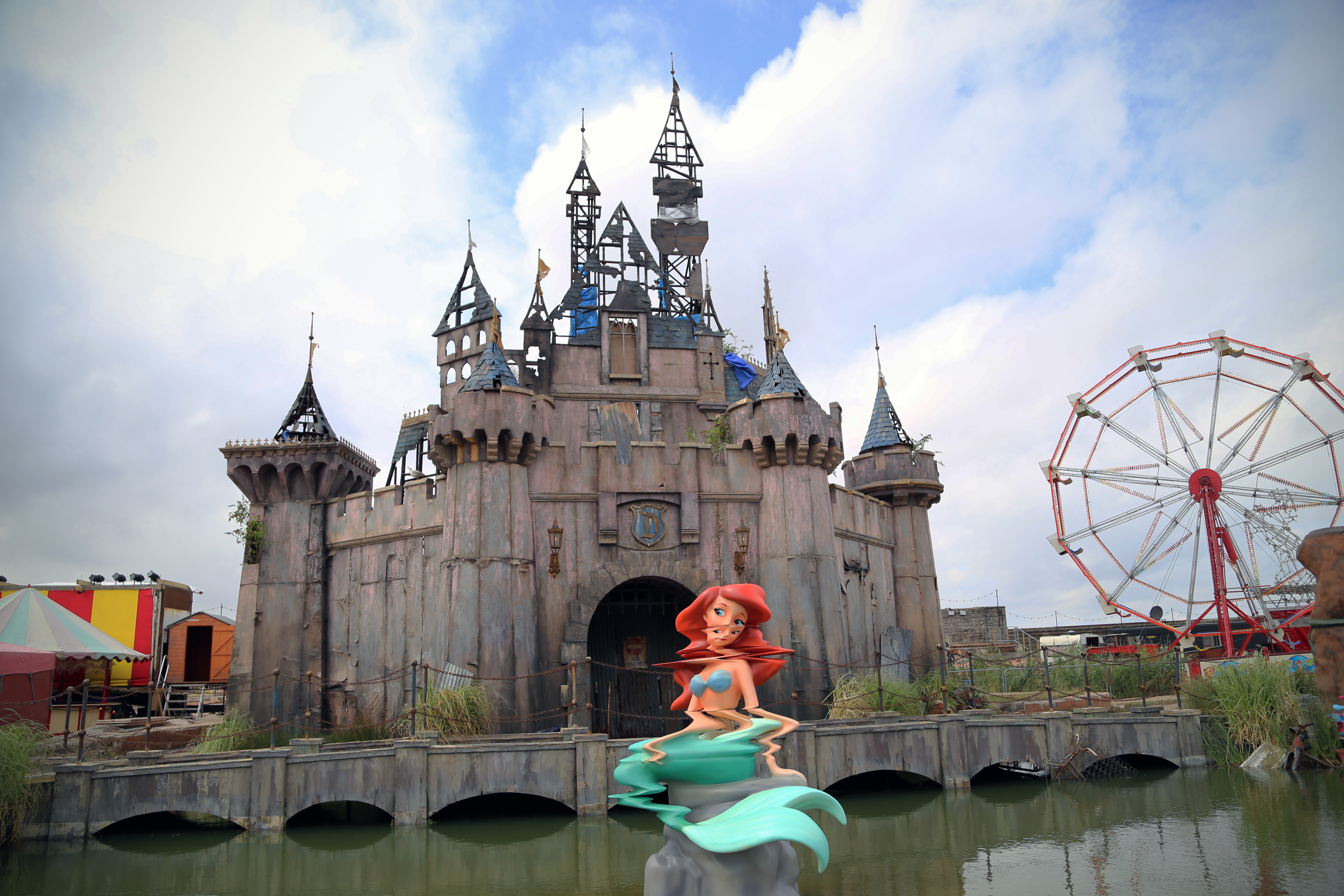
Parodie van Disneylands kasteel van Assepoester, met op de voorgrond Banksy's interpretatie van Disney's Ariël

Dismaland was een tijdelijke tentoonstelling van installaties en andere kunstwerken in de Engelse badplaats Weston-super-Mare. Het project werd georganiseerd door de graffitikunstenaar Banksy en was een macabere persiflage op het Amerikaanse pretpark Disneyland. Het werd in het geheim gebouwd in het verlaten Tropicana, een zwembad dat Banksy als kind regelmatig had bezocht.
Het park opende zijn deuren op 21 augustus 2015 en sloot op 27 september 2015. Er waren toen in totaal meer dan 150.000 bezoekers geweest, die gezamenlijk zorgden voor een extra omzet van 20 miljoen pond sterling in de plaatselijke economie.

## Voorbereiding
Aan de inwoners van Weston-super-Mare werd bekendgemaakt dat Atlas Entertainment, een fictieve Amerikaanse filmmaatschappij, het zwembad zouden gebruiken als filmset voor een thriller genaamd Grey Fox. Rond de locatie werden hekken gezet met borden met de tekst "Grey Fox Productions". Nog voor de opening werden fans gealarmeerd door het verschijnen van Holly Cushing op het terrein, bekend van eerdere samenwerkingen met Banksy. Vroeg in augustus verschenen foto's van de opbouw van het park op het internet.

## Tentoonstelling
De meeste kunstwerken in het park hadden een maatschappijkritische inslag. Banksy plaatste er tien nieuwe installaties van zijn hand, waaronder een speeltoestel gemaakt van een voertuig van de oproerpolitie, een bassin met afstandbestuurbare vluchtelingen- en douanebootjes en een kunstwerk van de zeemeermin Ariël, afgebeeld als fata morgana. In een persiflage van Disneylands kasteel van Assepoester was een gecrashte koets te zien met het lijk van Assepoester half uit een van de raampjes. Rondom de koets flitsten de camera's van de paparazzi, een duidelijke verwijzing naar het ongeluk van Prinses Diana.
Banksy had 60 andere kunstenaars uitgenodigd voor de tentoonstelling, volgens hem waren dit "the best artists I could imagine" ("de beste kunstenaars die ik me kon voorstellen"). 58 kunstenaars gingen op het aanbod in en plaatsten kunstwerken die in het thema van de tentoonstelling passen. In de tentoonstellingsruimte aan de oostkant van het park waren bijvoorbeeld Dietrich Wegners boomhut in een paddenstoelwolk te zien, een eenhoorn op sterk water van Damien Hirst en Jimmy Cauty's The Aftermath Displacement Principle, een diorama van een stad geteisterd door burgerlijke onrusten. Op het buitenterrein installeerde Mike Ross zijn kunstwerk getiteld Big Rig Jig, twee trucks die aan elkaar verbonden zijn door metalen pijpen en eerder in 2007 te zien waren in Burning Man, een jaarlijks evenement in Nevada in de Verenigde Staten.

### Kunstenaars
- Shadi Alzaqzouq
- The Astronaut's Caravan
- Tammam Azzam
- Banksy
- Ronit Baranga
- Bill Barminski
- Michael Beitz
- Huda Beydoun
- Block9
- Julie Burchill
- Fares Cachoux
- Dorcas Casey
- Jimmy Cauty
- Caitlin Cherry
- Darren Cullen
- Brock Davis
- Tinsel Edwards
- El Teneen
- Escif
- Espo
- Zaria Foreman
- Jeff Gillette
- Ed Hall
- Greg Haberny
- Neta Harari Navon
- Jessica Harrison
- Damien Hirst
- Jenny Holzer
- Scott Hove
- Andreas Hykade
- Severija Inčirauskaitė-Kriaunevičienė
- Paul Insect & BAST
- James Joyce
- Peter Kennard & Cat Phillips
- Josh Keyes
- Laura Lancaster
- Maskull Lasserre
- Jani Leinonen
- Ben Long
- Lush
- Kate MacDowell
- Lee Madgwick
- Suliman Mansour
- Caroline McCarthy
- Polly Morgan
- Leigh Mulley
- Sami Musa
- Mana Neyestani
- Paco Pomet
- Joanna Pollonais
- Pure Evil
- Mike Ross
- Amir Schiby
- Barry Reigate
- David Shrigley
- Axel Void
- Nettie Wakefield
- Wasted Rita
- Dietrich Wegner

## Ontvangst

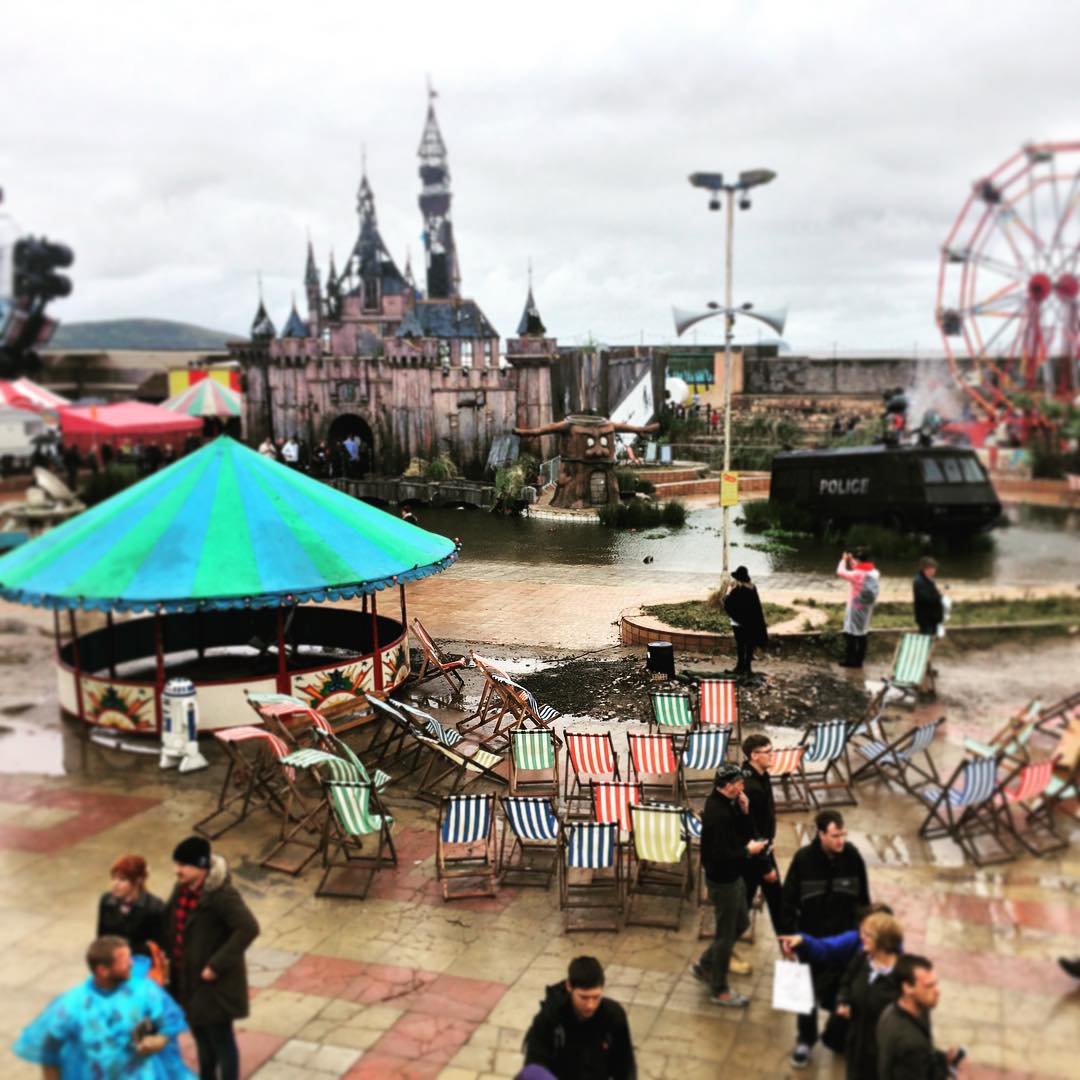
Bezoekers in Dismaland

Een journalist die Dismaland bezocht omschreef het park als volgt:

Dismaland is not meant to create joy but to delve beneath the surface of our shallow consumerist lives and expose all the falsities and unpleasantness of modern life.
(Dismaland is niet bedoeld om vreugde te creëren, maar om te onderzoeken wat onder de oppervlakte van onze oppervlakkige consumptiemaatschappij schuil gaat en de valsheden en onaangenaamheden van het moderne leven bloot te leggen.)
—  Tony Stavearcre

Door de grote vraag naar tickets crashte de site van Dismaland meerdere keren, waarop bij sommigen het vermoeden rees dat het park een misplaatste grap van Banksy was en in werkelijkheid niet bestond.